# جایزه لوریوس برای یک عمر دستاورد ورزشی
جایزه لوریوس برای یک عمر دستاورد ورزشی جایزه‌ای است که از دستاوردهای افرادی که سهم قابل توجهی در دنیای ورزش داشته‌اند تجلیل می‌شود. این جایزه اولین بار در سال ۲۰۰۰ به عنوان یکی از جوایز اختیاری جوایز لوریوس اهدا شد. این جوایز توسط سازمان Laureus Sport for Good، یک سازمان جهانی که در بیش از ۱۵۰ پروژه خیریه که از ۵۰۰۰۰۰ جوان حمایت می‌کند، ارائه می‌شود. اولین مراسم در ۲۵ مهٔ ۲۰۰۰ در مونت‌کارلو برگزار شد و نلسون ماندلا سخنرانی اصلی را در آن انجام داد. تا تاریخ ۲۰۲۰، فهرست کوتاه شش تیمی از نامزدهای این جایزه از سوی هیئتی متشکل از «ویراستاران، نویسندگان و پخش‌کنندگان برجسته ورزشی جهان» آمده‌است. سپس آکادمی جهانی ورزش لوریوس برنده‌ای را انتخاب می‌کند که در مراسم سالانه جوایز که در مکان‌های مختلف در سراسر جهان برگزار می‌شود، تندیس لوریوس که توسط کارتیه ساخته شده‌است، به او اهدا می‌شود. این جوایز بسیار معتبر در نظر گرفته می‌شوند و اغلب به عنوان معادل ورزشی اسکار شناخته می‌شوند. اگرچه مراسم جوایز لوریوس سالانه برگزار می‌شود، اما جایزه یک عمر دستاورد لزوماً هر بار ارائه نمی‌شود. این یکی از تعدادی از جوایز اختیاری است که می‌تواند توسط آکادمی ورزش جهانی لوریوس اعطا شود.
اولین جایزه یک عمر ورزش به پله فوتبالیست برزیلی اهدا شد. از آن زمان، سیزده جایزه دیگر به افراد داده شده‌است، که همه مرد بودند به استثنای دونده مراکشی نوال المتوکل (۲۰۱۰) و تنیسور آمریکایی بیلی جین کینگ (۲۰۲۱). فوتبالیست‌ها با ۵ جایزه بیشترین جایزه را در میان رشته‌های ورزشی دیگر دارد. بریتانیای کبیر و ایالات متحده آمریکا با ۳ جایزه بیشترین جایزه را در میان کشورهای دیگر دارد: استیو ردگریو (۲۰۰۱)، بابی چارلتون (۲۰۱۲) و سباستین کو (۲۰۱۳) از بریتانیا و ادوین موزز (۲۰۱۸)، بیلی جین کینگ (۲۰۲۱) و تام بریدی (۲۰۲۲) از آمریکا. تا تاریخ ۲۰۲۱، این جایزه به دو نفر پس از مرگ اعطا شده‌است؛ پیتر بلیک قایق‌ران بادبانی نیوزیلندی که در دسامبر ۲۰۰۱ توسط دزدان دریایی در رود آمازون به ضرب گلوله کشته شد و آرنه نس جونیور، کوهنورد نروژی که چهار ماه قبل از مراسم سال ۲۰۰۴ در یک حادثه کوهنوردی در آفریقای جنوبی درگذشت. در مراسم جوایز لوریوس ۲۰۱۷ جایزه‌ای اعطا نشد. آخرین دریافت‌کننده این جایزه بازیکن فوتبال آمریکایی اهل آمریکا تام بریدی بود که در مراسم جوایز لوریوس ۲۰۲۲ در سویل برنده این جایزه شد.

## برندگان
| dagger | نشان‌دهنده جایزه پس از مرگ است |

| سال  | تصویر                                  | برندگان        | ملیت                | ورزش             |
| ---- | -------------------------------------- | -------------- | ------------------- | ---------------- |
| ۲۰۰۰ | Pele in 2008                           | پله            | برزیل               | فوتبال           |
| ۲۰۰۱ | Steve Redgrave in 2011                 | استیو ردگریو   | بریتانیای کبیر      | روئینگ           |
| ۲۰۰۲ |                                        | پیتر بلیک      | نیوزیلند            | قایقرانی بادبانی |
| ۲۰۰۳ | Gary Player in 2008                    | گری پلیر       | آفریقای جنوبی       | گلف              |
| ۲۰۰۴ | –                                      | آرنه نس جونیور | نروژ                | کوهنوردی         |
| ۲۰۰۵ | اعطا نشد                               | اعطا نشد       | اعطا نشد            | اعطا نشد         |
| ۲۰۰۶ | Johann Cruyff in 1974                  | یوهان کرویف    | هلند                | فوتبال           |
| ۲۰۰۷ | Franz Beckenbauer in 2014              | فرانتس بکن‌بائر | آلمان               | فوتبال           |
| ۲۰۰۸ | Sergey Bubka in 2013                   | سرگئی بوبکا    | اوکراین             | دو و میدانی      |
| ۲۰۰۹ | اعطا نشد                               | اعطا نشد       | اعطا نشد            | اعطا نشد         |
| ۲۰۱۰ | Nawal El Moutawakel in 2009            | نوال المتوکل   | مراکش               | دو و میدانی      |
| ۲۰۱۱ | Zinedine Zidane in 2015                | زین‌الدین زیدان | فرانسه              | فوتبال           |
| ۲۰۱۲ | Bobby Charlton in 2010                 | بابی چارلتون   | بریتانیای کبیر      | فوتبال           |
| ۲۰۱۳ | Sebastian Coe in 2012                  | سباستین کو     | بریتانیای کبیر      | دو و میدانی      |
| ۲۰۱۴ | اعطا نشد                               | اعطا نشد       | اعطا نشد            | اعطا نشد         |
| ۲۰۱۵ | اعطا نشد                               | اعطا نشد       | اعطا نشد            | اعطا نشد         |
| ۲۰۱۶ | Niki Lauda in 2014                     | نیکی لائودا    | اتریش               | فرمول یک         |
| ۲۰۱۷ | اعطا نشد                               | اعطا نشد       | اعطا نشد            | اعطا نشد         |
| ۲۰۱۸ | Edwin Moses in 2008                    | ادوین موزز     | ایالات متحده آمریکا | دو و میدانی      |
| ۲۰۱۹ | Arsene Wenger with Arsenal in May 2007 | آرسن ونگر      | فرانسه              | فوتبال           |
| ۲۰۲۰ | Dirk Nowitzki in 2019                  | دیرک نویتسکی   | آلمان               | بسکتبال          |
| ۲۰۲۱ | Billie Jean King in 2011               | بیلی جین کینگ  | ایالات متحده آمریکا | تنیس             |
| ۲۰۲۲ |                                        | تام بریدی      | ایالات متحده آمریکا | فوتبال آمریکایی  |